# Сут-Хольський кожуун
Сут-Хольский кожуун (тив.: Сүт-Хөл кожуун) — район республіки Тива Російської Федерації. Центр — село Суг-Акси. Розташований у західній частині Республіки Тива та межує на півдні з Дзун-Хемчицьким, на заході з Барун-Хемчицьким, на сході Чаа-Хольським кожуунами, на півночі з Республікою Хакасією. Районний центр — село Суг-Акси розташований у середній частині кожууна. Чисельність населення кожууна станом на 1 січня 2015 року становить 7948 чоловік.

## Транспорт
Особливістю економіко-географічного становища Сут-Хольського кожууна є його віддаленість від центральних районів і столиці республіки. Відстань від кожуунного центру до столиці Республіки Тива — міста Кизила складає 286 км, а до найближчих залізничних станцій — відповідно 323 км (Абаза) та 730 км. (Абакан). Основним засобом пересування, який пов'язує кожуун з іншими частинами республіки є автотранспорт.

## Рельєф та природа
У центральній частині кожууна розташована Хемчикська котловина, на півночі розташовані високі гори. Більша частина кожууна (51,0%) зайнята лісами в яких ростуть кедр, тополя, модрина, береза, черемха, вільха а також обліпиха, смородина, лохина та інші. За площею, яку займає обліпиха кожуун займає одне з перших місць в республіці.
Із заходу на схід протікає річка Хемчик з притоками Алаш, Ак, Устуу-Ішкин, Алдии-Ішкін, Шеле, Теректиг, Шом-Шум.
На висоті 1814 метрів над рівнем моря розташовано гірське прісноводне озеро Сут-Холь у якому розводять пелядь, омуль, монгольського харіуса.

## Економіка
Основний напрямок кожууна — сільське господарство.
На території кожууна з розвіданих родовищ використовується обпалювання вапна, у селі Алдан-Маадир, також планується розпочати експлуатацію родовище цегляних глин у селі Ак-Даш.

## Клімат
Клімат різкоконтинентальний. Найнижча температура, яка була коли-небудь зафіксована — 50°С, середня температура січня −30 градусів нижче нуля, зимовий період триває 180 днів. Котловинний характер рельєфу при загальній перевазі зимою антициклонального режиму сприяє накопиченню його у котловині та подальшому охолодженні.
Жарке та сухе літо наступає наприкінці травня і триває 85 днів. Середня температура липня +20 градусів, максимальна + 38. Заморозків протягом літа не спостерігається. Тривалість теплого (температура понад + 10 градусів) періоду близько 125 днів.